# 里見和香
里見 和香（さとみ わか、1958年5月21日 - ）は、日本の企業家、元女優。本名：橋本 和香。旧姓：赤石。夫は元プロ野球選手の橋本清。
東映俳優センターに所属していた。東京都港区六本木出身。

## 略歴
法政大学文学部英文学科卒業。
1979年、大学2年の時、東映所属の女優としてデビュー。女優業を休業後4年間、ロサンゼルスに移住。
2009年、アンチエイジングに関する企業「ブランシュール和香」設立。2012年、アルガンコンディショニングオイル和香発表。2013年、ハンドメイドハットチェリーミリナリーを発表。2014年、アルガンコンディショニングオイル和香ミニを発表。

## 人物
趣味はピアノ、エレクトーン、テニス、水泳。

## 出演番組

### テレビドラマ
- 判決（1978年 - 1979年、ANB）※レギュラー出演[2]
- 銭形平次（CX / 東映）
  - 第659話「さらわれた同心」（1979年）
  - 第715話「浪人長持唄」（1980年）
  - 第826話「地震殺人事件」（1982年） - 芸者・染香
- 特捜最前線（ANB / 東映）
  - 第116話「真夜中のデッドアングル!」（1979年）
  - 第252話「或る挑戦!」（1982年）
  - 第290話「ふるさとの女!」（1982年）
  - 第378話「レイプ・妻に捧げる完全犯罪!」（1984年）
  - 第469話「連続放火事件・待ちつづけた女!」（1986年）
- スーパー戦隊シリーズ（ANB / 東映）
  - バトルフィーバーJ 第36話「爆破された結婚式」（1979年） - 秋山美子
  - 電子戦隊デンジマン 第39話「女王怒りの妖魔術」（1980年） - 林典子
  - 太陽戦隊サンバルカン 第3話「日本に挑む鉄の爪」（1981年） - ダークQ
  - 超電子バイオマン - 蔭山節子
    - 第20話「プリンスの挑戦!」（1984年）※写真のみの出演
    - 第26話「恐るべき父の秘密」（1984年）※写真・声のみの出演
    - 第51話「さよなら! ピーボ」（1985年）
- 仮面ライダーシリーズ（MBS / 東映）
  - 仮面ライダー スカイライダー 第4話「2つの改造人間 怒りのライダーブレイク」（1979年） - 上村美也
  - 仮面ライダースーパー1 第4話「走れ一也! ドグマ死の結婚行進曲」（1980年） - 菅原ケイ子
- Gメン'75（TBS / 東映）
  - 第231話「危機一髪! 車椅子の女刑事」（1979年） - アパート103号室の新入居者の女性
  - 第264話「悪魔の棲む家」（1980年） - マスイの秘書
  - 第286話「スカート切り裂き魔」（1980年） - 美容師
  - 第301話「盗まれた女たち 後編」（1981年） - 看護婦
- 土曜ワイド劇場（ANB）
  - 鮮やかな完全犯罪 女相続人 （1979年）
  - 昭和7年の姦通殺人鬼・血に染まった函館（1980年）
  - 変装探偵II 殺人鬼の赤い靴が歩く 「三番目に襲われる私…」 （1982年）
  - 月光の死美人（1987年）
- 江戸の牙 第21話「生か死!?暁の脱出作戦」（1980年、ANB） - お光
- 桃太郎侍（NTV）
  - 第185話「弱虫桃太郎と女盗賊」（1980年）
  - 第258話「さらば桃太郎」（1981年）
- 土曜ナナハン学園危機一髪 「わかってほしい!」（1980年、CX）
- 吉宗評判記 暴れん坊将軍 第134話「油地獄のバカ踊り」（1980年、ANB） - 小花
- 太陽にほえろ!（NTV / 東宝）
  - 第431話「誰が彼を殺したか」（1980年） - 杉田明子
  - 第449話「ドック刑事 雪山に舞う」、第450話「ドック刑事 雪山に斗う」（1981年） - 都築の娘
  - 第511話「爆発! ロッキー刑事」（1982年） - 内藤美子
  - 第528話「真夜中のラガー」（1982年） - 矢追総合病院の看護婦
  - 第609話「モンブラン遥か」（1984年） - 由美（喫茶フランソワ従業員）
  - 第618話「コンピューター計画」（1984年） - 相原真佐子
  - 第653話「一枚のシール」（1985年） - 内海順子
  - 第674話「友よ、君が犯人なのか」（1985年） - 城南署交通課婦警
- 必殺シリーズ（ABC / 松竹）
  - 必殺仕舞人 第10話「身を投げ生きる安里屋ユンタ -琉球-」（1981年） - マヤ
  - 必殺仕事人V・旋風編 第9話「主水、りつ、ラブホテルに行く」（1987年）  - おしの
- ザ・ハングマンシリーズ（ABC / 松竹芸能）
  - ザ・ハングマン 第29話「爆発サイクリング」（1981年） - 小島京子（アルファ自転車社員）
  - ザ・ハングマンV 第16話「逆転夫婦の主夫がキャリア妻の仇を討つ!」（1986年） - バーのママ
  - ザ・ハングマン6 第9話「プッツン夫婦が離婚劇大作戦!」（1987年）- 川村の妻
- 俺はおまわり君 第19話「岡班長、死なないで!」（1981年、NTV）
- 長七郎天下ご免! 第97話「江戸しぐれ おかめの涙」（1981年、ANB） - おさき
- 松本清張の黒革の手帖（1982年、ANB） -ホステス
- 大岡越前 第6部 第29話「過去を消した男」（1982年、TBS / C.A.L） - お糸
- 影の軍団III（1982年、KTV） - 朝宮顕子
  - 第6話「夜光る顔」
  - 第14話「大奥魔女狩り」
- 松平右近事件帳 第18話「大江戸の汚れた手」（1982年、NTV）
- 遠山の金さん 第1シリーズ 第10話「高砂や! 泣いて笑った花嫁御寮」（1982年、ANB） - おすぎ　※高橋英樹版
- 火曜サスペンス劇場 / 女が見ていた（1983年）
- 時代劇スペシャル / 大奥犯科帳（1983年、CX）
- 金曜女のドラマスペシャル（1984年、CX）
  - 「サヨウナラあなた -あなたも夫を捨てられる-」
  - 不信のとき
- 刑事物語'85 第4話「一日だけの母」（1985年、NTV）
- スーパーポリス 第6話「密室 女はそれを?ガマンできない!!」（1985年、TBS）
- 私鉄沿線97分署 第56話「汚れたサンタはいらないよ!?」（1985年、ANB / 国際放映） - 郵便局員
- 巨獣特捜ジャスピオン 第22話「少女を悪魔に変える怪女チキタの大妖術」 （1985年、ANB） - チキタ
- 女ふたり捜査官 第9話「プロポーズの甘いワナ」（1986年、ABC / テレパック）
- このこ誰の子? 第8話「命預けた長距離便」（1986年、CX / 大映テレビ）
- おもいっきり探偵団 覇悪怒組 （1987年、CX） - 君原花子
- 傑作時代劇 / 町奉行日記 単身赴任、本日も出社せず（1987年、ANB）
- 水曜ドラマスペシャル / 新人類スチュワーデス二人旅2（1987年、TBS） - 影木裕美の同僚

### 映画
- 皮ジャン反抗族（1978年、東映セントラルフィルム）[2]
- 神様のくれた赤ん坊（1979年、松竹）
- わが青春のイレブン（1979年、東映） - 看護婦
- 四畳半色の濡衣（1983年、東映） - 美佐
- 宇宙刑事シャイダー（1984年7月14日、東映） - 保母
- あぶない刑事（1987年12月12日、東映）

### 舞台
- 雪夫人絵図（1979年、三越劇場）[1][2]

### レポーター
- 世界に飛ぶ（1978年　ANB）　- ブルガリア、ルーマニア、フランス、ギリシャなど

### ラジオ
- 愛の街から（FM東京）

### テレビ
- ZONE（2001年、TBS）　- ドキュメンタリー
- テッパンノート（TBS）　- アンチエイジング特集
- 有吉反省会（2013年、NTV）　- バラエティ番組
- 私の何がいけないの?（2013年、TBS）　- バラエティ番組
- 年末特番　Mrなでしこ（2013年、CX）　- バラエティ番組
- 私の何がいけないの?　巨人軍の妻たち SP （2014年、TBS）　- バラエティ番組
- クイズQさま　アスリートの美人妻大会 （2016年、EX）　- バラエティ番組

## 雑誌
- DELUXEプレイボーイ 1980年12月1日号（集英社、1980年）
- 週刊プレイボーイNo.40  （集英社、1982年9月28日）※水着・手ブラ　3ページグラビア
- 週刊プレイボーイ 1982年11月9日号（集英社、1982年11月）
- プレイボーイアイズ 1982年12月号（集英社、1982年12月）
- 平凡パンチ　2月28日号（平凡出版、1983年）※セミヌード 4ページグラビア